# Панонске мешовите шуме
Панонске мешовите шуме су екорегион у оквиру биома широколисних и мешовитих шума умерених предела, географски ограничен на Панонску низију. Карактерише се комплексом различитих зоналних и азоналних вегетацијских јединица. Присутне су супконтиненталне термофилне мешовите шуме храстова (китњака и медунца), субмедитеранске шуме храстова (нпр. цера), мешовите шуме (нпр. шуме храста и граба). Од травнате вегетације раширене су субмедитеранско супконтиненталне низијке степе. Најзначајнију азоналну вегетацију представља вегетација плављених низија.
Диверзитет станишта у овом региону узрокује и велики специјски биодиверзитет. У оквиру екорегиона панонских мешовитих шума веома је велик диверзитет фауне птица, на шта указује и велик број IBA (подручје важно за птице) подручја — око 50. Услед угрожености станишта (фрагментација станишта крчењем шума и другим агрокултурним мерама, веома раширена не-одржива пољопривреда, туризам, лов и риболов) велик је и број угрожених врста на овом подручју. Неке од угрожених врста су шарган, куна белица и балкански зидни гуштер.